# Neuves-Granges
Ne doit pas être confondu avec La Neuve-Grange ou Neufgrange.
Neuves-Granges est un village français de la Haute-Saône situé dans le canton de Rioz (70190) et administré tout comme celui de Marloz et Bellevaux par la commune de Cirey.
En 1807, l'ancienne commune indépendante de Neuves-Granges est rattachée à Cirey pour en devenir un hameau.
Ce hameau comportait en 2024 une centaine d'habitants.
Il possède deux infrastructures : un magnifique lavoir ainsi qu'une ancienne école réhabilité en 2 maison mitoyenne
ainsi,le hameau comporte des maisons vieilles de presque 200 ans.Un agriculteur et des vaches ont été la jusqu'en octobre 2023